# هوموک‌سنت‌دیوردی
هوموک‌سنت‌دیوردی (به مجاری:  Homokszentgyörgy) یک منطقهٔ مسکونی در مجارستان است که در ناحیه بارچ واقع شده‌است. هوموک‌سنت‌دیوردی ۴۹٫۶۴ کیلومتر مربع مساحت و ۱٬۰۳۸ نفر جمعیت دارد.